# 神人部子忍男
神人部子忍男（みわひとべ の こおしお、生没年不詳）は、奈良時代の防人。名はかむとべ の こおしおともいう

## 経歴・人物
信濃国埴科郡の主帳。
天平勝宝7歳（755年）2月、防人として筑紫に派遣された際に詠んだ歌が『万葉集』に1首入集。

## 歌
- ちはやぶる 神の御坂に 幣まつり 斎ふ命は 母父がため[2]